# Grand Prix Formule 1 van Italië 1972

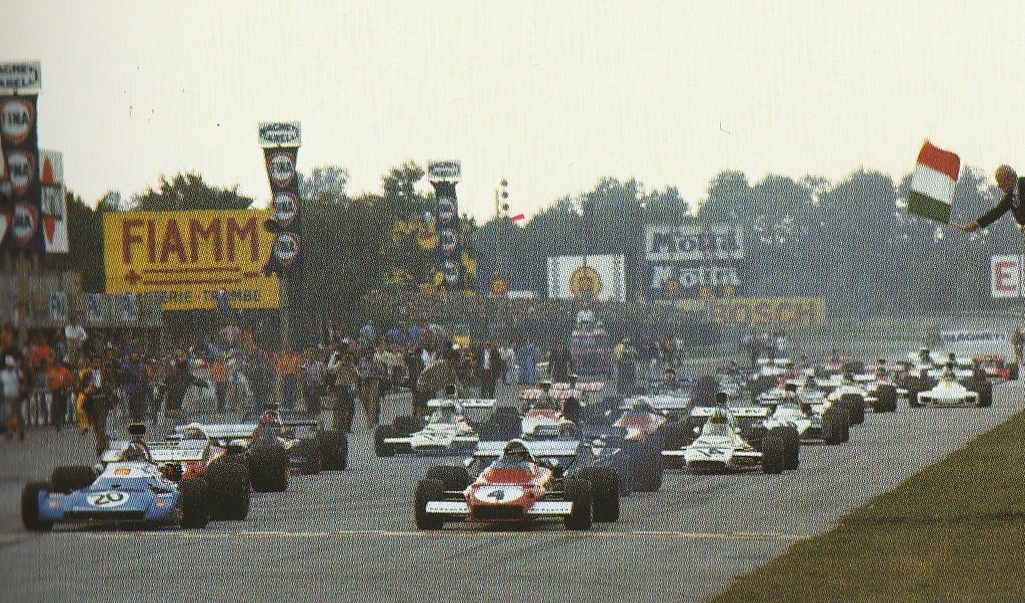
De start van de race met op pole Jacky Ickx, Ferrari 312 B2 (# 4), daarnaast Chris Amon, Matra MS120D (# 20) en zichtbaar de als vijfde gestarte Denny Hulme, McLaren-Ford M19C (# 14).

De Grand Prix Formule 1 van Italië 1972 werd gehouden op 10 september 1972 op Monza.

## Uitslag
| Positie | Nummer | Rijder                | Team         | Ronden | Tijd/Opgave         | Startplaats | Punten |
| ------- | ------ | --------------------- | ------------ | ------ | ------------------- | ----------- | ------ |
| 1       | 6      | Emerson Fittipaldi    | Lotus-Ford   | 55     | 1:29:58.4           | 6           | 9      |
| 2       | 10     | Mike Hailwood         | Surtees-Ford | 55     | 14.5                | 9           | 6      |
| 3       | 14     | Denny Hulme           | McLaren-Ford | 55     | 23.8                | 5           | 4      |
| 4       | 15     | Peter Revson          | McLaren-Ford | 55     | 35.7                | 8           | 3      |
| 5       | 28     | Graham Hill           | Brabham-Ford | 55     | + 1:05.6            | 13          | 2      |
| 6       | 23     | Peter Gethin          | BRM          | 55     | + 1:21.9            | 12          | 1      |
| 7       | 3      | Mario Andretti        | Ferrari      | 54     | + 1 Ronde           | 7           |        |
| 8       | 21     | Jean-Pierre Beltoise  | BRM          | 54     | + 1 Ronde           | 16          |        |
| 9       | 19     | Ronnie Peterson       | March-Ford   | 54     | + 1 Ronde           | 24          |        |
| 10      | 16     | Mike Beuttler         | March-Ford   | 54     | + 1 Ronde           | 25          |        |
| 11      | 22     | Howden Ganley         | BRM          | 52     | + 3 Ronden          | 17          |        |
| 12      | 24     | Reine Wisell          | BRM          | 51     | + 4 Ronden          | 10          |        |
| 13      | 18     | Niki Lauda            | March-Ford   | 50     | + 5 Ronden          | 20          |        |
| DNF     | 4      | Jacky Ickx            | Ferrari      | 46     | Elektrisch probleem | 1           |        |
| DNF     | 20     | Chris Amon            | Matra        | 38     | Remmen              | 2           |        |
| DNF     | 9      | Andrea de Adamich     | Surtees-Ford | 33     | Remmen              | 21          |        |
| DNF     | 29     | Wilson Fittipaldi Jr. | Brabham-Ford | 20     | Ophanging           | 19          |        |
| DNF     | 7      | John Surtees          | Surtees-Ford | 20     | Benzinesysteem      | 22          |        |
| DNF     | 8      | Tim Schenken          | Surtees-Ford | 20     | Spin                | 15          |        |
| DNF     | 5      | Clay Regazzoni        | Ferrari      | 16     | Botsing             | 4           |        |
| DNF     | 26     | Carlos Pace           | March-Ford   | 15     | Botsing             | 18          |        |
| DNF     | 30     | Carlos Reutemann      | Brabham-Ford | 14     | Ophanging           | 11          |        |
| DNF     | 2      | François Cevert       | Tyrrell-Ford | 14     | Motor               | 14          |        |
| DNF     | 11     | Nanni Galli           | Tecno        | 6      | Motor               | 23          |        |
| DNF     | 1      | Jackie Stewart        | Tyrrell-Ford | 0      | Koppeling           | 3           |        |
| DNQ     | 25     | Henri Pescarolo       | March-Ford   |        |                     |             |        |
| DNQ     | 12     | Derek Bell            | Tecno        |        |                     |             |        |

## Statistieken
| Pole-position | Jacky Ickx | Ferrari | 1:35.65 |
| Snelste ronde | Jacky Ickx | Ferrari | 1:36.30 |

## Noot
- Eerste podiumplaats voor Mike Hailwood.

1921 · 1922 · 1923 · 1924 · 1925 · 1926 · 1927 · 1928 · 1931 · 1932 · 1933 · 1934 · 1935 · 1936 · 1937 · 1938 · 1947 · 1948 · 1949 · 1950 · 1951 · 1952 · 1953 · 1954 · 1955 · 1956 · 1957 · 1958 · 1959 · 1960 · 1961 · 1962 · 1963 · 1964 · 1965 · 1966 · 1967 · 1968 · 1969 · 1970 · 1971 · 1972 · 1973 · 1974 · 1975 · 1976 · 1977 · 1978 · 1979 · 1980 · 1981 · 1982 · 1983 · 1984 · 1985 · 1986 · 1987 · 1988 · 1989 · 1990 · 1991 · 1992 · 1993 · 1994 · 1995 · 1996 · 1997 · 1998 · 1999 · 2000 · 2001 · 2002 · 2003 · 2004 · 2005 · 2006 · 2007 · 2008 · 2009 · 2010 · 2011 · 2012 · 2013 · 2014 · 2015 · 2016 · 2017 · 2018 · 2019 · 2020 · 2021 · 2022 · 2023 · 2024 · 2025